# Монстри Коммандос
Командос створінь або Монстри Коммандос (англ. Creature Commandos) — американський комедійний супергеройський анімаційний серіал, заснований на однойменній команді персонажів з коміксів DC Comics та входить до першого розділу Всесвіту DC «Боги та монстри». Серіал розроблений студіями DC Studios та Warner Bros. Animation, його сценаристом є Джеймс Ґанн, а шоураннером — Дін Лорі. Серіал розповідає про таємну команду створінь, зібрану Амандою Воллер.
Ролі озвучували Індіра Варма, Шон Ґанн, Алан Тьюдік, Зої Чао, Девід Гарбор і Френк Ґрілло. Після того, як Джеймс Ґанн і Пітер Сафран стали очільниками DC Studios у жовтні 2022 року, вони оголосили про створення «Командос створінь» у січні 2023 року. На той час виробництво серіалу вже розпочалося, і тривав кастинг. Акторський склад було оголошено у квітні того ж року. Анімацію для серіалу створила компанія Bobbypills.
Прем'єра перших двох епізодів «Командос створінь» відбулася на сервісі відео на вимогу Max 5 грудня 2024 року. Серіал отримав позитивні відгуки від критиків, які високо оцінили акторську гру, анімацію та сценарій. Сервіс Max офіційно продовжив "Монстри Коммандос" на 2 сезон.

## Синопсис
Аманда Воллер збирає команду монстрів під назвою «Монстри Коммандос» на чолі з генералом Ріком Флеґом-старшим.

## Актори та персонажі

### Головні
- Френк Ґрілло — Рік Флеґ
- Індіра Варма — Наречена
- Шон Ґанн:
  - G.I. Робот[en]
  - Ласка[en]
- Алан Тьюдік — Доктор Фосфор[en]
- Девід Гарбор — Ерік Франкенштейн[en]
- Зоі Чао — Ніна Мазурські[en]

### Другорядні
- Марія Бакалова — Принцеса Ілана Ростовіч
- Аня Чалотра — Цирцея
- Віола Девіс — Аманда Воллер
- Джуліан Костов — Алексєй

### Епізодичні
- Пітер Серафінович — Віктор Франкенштайн
- Стефані Беатріс — Айла Макферсон
- Майкл Рукер — Сем Фіцгіббон
- Лінда Карделліні — Елізабет Бейтс
- Морі Стерлінг — Франклін Рок
- Пол Бен-Віктор — Бульдозер
- Стів Ейджі — Джон Економ
- Шогре Аґдашлу — Мадам Гюров
- Бенджамін Байрон Девіс — Руперт Торн[en]
- Дідріх Бадер — Кінґ Шарк[en]
- Алан Тьюдік:
  - Вілл Магнус[en]
  - Глиноликий

## Виробництво

### Передумови
Джеймс Ґанн був найнятий у жовтні 2018 року для написання сценарію та режисури фільму «Загін самогубців: Місія навиліт» (2021),  самостійного продовження фільму «Загін самогубців» (2016), який зберіг деяких акторів, але розповів власну історію. Він працював з продюсером Пітером Сафраном, який також продюсував фільми «Аквамен» (2018) та «Шазам!» (2019), зняті за мотивами коміксів DC. (2019).  Пізніше вони розширили «Загін самогубців» у спін-офф телесеріал «Миротворець» (2022) для стрімінгового сервісу HBO Max. У квітні 2022 року Discovery, Inc. і материнська компанія Warner Bros. WarnerMedia об'єдналися в Warner Bros. Discovery (WBD) на чолі з президентом і генеральним директором Девідом Заславом. Очікувалося, що нова компанія реструктурує DC Entertainment, і Заслав почав шукати еквівалента президенту Marvel Studios Кевіну Файге, щоб очолити нову дочірню компанію. Ганн і Сафран були оголошені співголовами та співгенеральними директорами новоствореної DC Studios наприкінці жовтня 2022 року.  Через тиждень після вступу на нові посади пара почала розробляти восьми-десятирічний план нового всесвіту DC (DCU), який стане «м'яким перезавантаженням» DCEU. 

## Епізоди
| № серії | Назва серії                                              | Режисер(и)  | Сценарист(и) | Оригінальна дата виходу |
| --- | -------------------------------------------------------- | ----------- | ------------ | ----------------------- |
| 1 | «Тремтіння» «The Collywobbles»                           | Метт Пітерс | Джеймс Ґанн  | 5 грудня 2024           |
| У 2023 році на країну Поколістан нападає чаклунка Цирцея та її послідовники, Сини Феміди. У відповідь на це лідер A.R.G.U.S. Аманда Воллер доручає генералу Ріку Флагу-старшому увійти до Поколістану, щоб допомогти їхній спадкоємиці, принцесі Ілані Ростович, зупинити Цирцею. Через те, що Конгрес закрив її програму «Оперативна група Х» за те, що вона ставила під загрозу людські життя два роки тому, вона набирає команду не-людей з в'язниці Бель-Рів: Наречену, Доктора Фосфор, G.I. Робот, Ласку і Ніну Мазурську, і дає їм кодове ім'я «Оперативна група М». Після зустрічі з Ростович, Рік і команда оселяються в її замку, під час якої принцеса залицяється до Ріка. Пізніше тієї ж ночі Фосфор прокрадається до кімнати Флаґа, щоб викрасти його дистанційний детонатор, який дозволяє Флаґу бити електричним струмом інших, якщо вони не підкоряться наказам. Між Ріком і Фосфором виникає сутичка, в якій перемагає перший. Тим часом Наречена, а за нею і Ніна, вислизають із замку і вирушають до місця народження Нареченої - покинутого особняка. Про появу Нареченої Еріку Франкенштейну повідомляє стара жінка, що живе неподалік. |                                                          |             |              |                         |
| 2 | «Турмалінове намисто» «The Tourmaline Necklace»          | Сем Лю      | Джеймс Ґанн  | 5 грудня 2024           |
| У 1831 році Ерік просить свого творця, доктора Віктора Франкенштейна, створити для нього наречену з жіночих трупів. Успішно зробивши це, Віктор навчає Наречену говорити і нормально функціонувати. Незважаючи на залицяння Еріка, Наречена продовжує боятися його присутності, через що він тікає. Трохи згодом Віктор дарує Нареченій турмалінове намисто. Вони закохуються і займаються сексом, свідком якого стає Ерік. Згодом Ерік вбиває Віктора, через, що Наречена накидається на нього. Під час сутички особняк Віктора згорає, а Наречена тікає. Протягом наступних століть Ерік переслідує Наречену по всьому світу, незважаючи на те, що вона відкидає його залицяння при кожній зустрічі. У теперішньому часі Ростович доглядає за ранами Ріка Флеґа, а потім знову спокушає його, що призводить до того, що вони займаються сексом. Тим часом Наречена і Ніна обшукують особняк Віктора в пошуках намиста. Однак на них нападає Цирцея, яку попередили про їхню присутність її послідовники. Наречена і Цирцея б'ються, але остання зрештою перемагає. Ніна звертається до Флеґа по допомогу, але один із Синів стріляє в її шолом, розбиває його і позбавляє її можливості дихати. Тоді Сини захоплюють Ніну і Наречену.                                                            |                                                          |             |              |                         |
| 3 | «Вип'ємо за Бляшаного Чоловічка» «Cheers to the Tin Man» | Метт Пітерс | Джеймс Ґанн  | 12 грудня 2024          |
| У спогадах G.I. Робот приєднується до роти «Ізі», яка воює під час Другої світової війни. У 1960-х уряд США передає списаного робота для вивчення науковцю Віллу Магнусу. У 1990-х роках солдата знаходить в антикварній крамниці колекціонер Сем Фіцгіббон, який забирає його до себе додому. Згодом він дізнається, що Сем є членом неонацистського угруповання, та виконує його наказ: вбивати всіх нацистів та їхніх союзників. Після вбивства Сема, серед інших неонацистів, G.I. заарештовують і засуджують до ув'язнення в Бель-Рів. У теперішньому часі оперативна група «М» прибуває до маєтку Віктора та рятує Ніну і Наречену, але Флеґ розуміє, що це був виверт Цирцеї і Синів, щоб напасти на замок Ростовичів. Команда повертається і знаходить замок в облозі, але швидко відправляє Синів з допомогою Робота G.I. Цирцея знищує Робота і майже вбиває Ростовича, але її зупиняють Ласка та Фосфор. Переможена Цирцея вигукує, що спецпідрозділ «М» прирік світ на загибель, зупинивши її. |                                                          |             |              |                         |
| 4 | «У гонитві за білками» «Chasing Squirrels»               | Сем Лю      | Джеймс Ґанн  | 19 грудня 2024          |
| У своїх спогадах Ласка зустрічає вісьмох школярів, з якими товаришує. Старий чоловік намагається вбити його, вважаючи, що він становить для них загрозу. У конфлікті, що виник, чоловік спричиняє вибух, який вбиває його та більшість дітей. Ласка намагається врятувати останню дитину, але його заарештовують і звинувачують у загибелі людей, а дитина помирає. У теперішньому часі спецпідрозділ «М» повертається до Бель-Рів, де Рік Флеґ, Воллер та агент А.Р.Г.У.С. Джон Економ допитують Цирцею, яка показує Аманді Воллер візію апокаліптичного майбутнього, де Ростовіч та її армія скидають різні нації та вбивають численних супергероїв. Воллер наказує Ріку повернутися з оперативною групою «М» до Поколістану, щоб убити Ростович. Коли той відмовляється, Воллер призначає Наречену очолити команду замість Ріка Флеґа. Рік Флеґ повертається додому, де потрапляє в засідку Еріка, який таємно стежив за оперативною групою «М» і прийшов до висновку, що Наречена закохана в нього. Флеґ вирішує непорозуміння, і вони домовляються працювати разом, щоб завадити оперативній групі «М» вбити Ростович і возз'єднати Еріка з Нареченою. |                                                          |             |              |                         |
| 5 | «Залізний горщик» «The Iron Pot»                         | Метт Пітерс | Джеймс Ґанн  | 26 грудня 2024          |
| У 1831 році, після інциденту в маєтку Віктора, Еріка знаходить Богдана, стара знахарка, яка виходжує його і повертає до життя. Після повного одужання Ерік вирушає на пошуки Нареченої, попри те, що Богдана намагається переконати його, що та не кохає його у відповідь. В результаті Ерік вбиває Богдану, щоб не залишати її самотньою. У теперішньому часі Ерік і Рік Флеґ досліджують будинок професорки Макферсон і знаходять її труп, що приводить їх до розуміння того, що Макферсон, яка розмовляла з Уоллером, була самозванцем. Флеґ дзвонить принцесі Ростовіч і попереджає її про повернення оперативної групи «М», щоб вбити її до того, як фальшива Макферсон повернеться додому і його викриють, як «Глиноликого». Рік Флеґ і Ерік намагаються втекти, але їх ловить Глиноликий. У битві, що виникла, Ерік перемагає Глиноликого за допомогою електричних дротів, хоча Флеґ отримує важкі поранення. Перед тим, як втратити свідомість, Прапор переконує Еріка розповісти Нареченій правду. Тим часом оперативну групу «М» супроводжують «Аметистові лицарі» Ростович, але вони змушені вступити з ними в бій після того, як отримують наказ затримати групу. Ростович наказує охороні вбити американців.                                                                          |                                                          |             |              |                         |
| 6 | «Приятель Скелет» «Priyatel Skelet»                      | Сем Лю      | Джеймс Ґанн  | 2 січня 2025            |
| У флешбеках вчений-ядерник Алекс Сарторіус отримує фінансування від боса мафії Руперта Торна на розробку ліків проти раку за допомогою ядерного синтезу. Однак Алекс усвідомлює його справжні наміри та ховає від нього отримані результати. Дізнавшись про це, Торн вбиває сім'ю Алекса, підставляє його за свої злочини та намагається вбити його за допомогою ядерного обладнання. Натомість Алекс стає радіоактивною металюдиною. Взявши собі ім'я «Доктор Фосфор», він вбиває Торна та захоплює його злочинну імперію, поки його не схоплює Бетмен і не забирає в Бель Рів. У теперішньому часі Ерік відправляє Флеґа у лікарню і викрадає приватний літак, щоб дістатися Поколістану. Водночас Фосфор зустрічає дитину з Поколістану, яка нагадує йому сина, а Наречена і Ніна знаходять притулок у борделі. В іншому місці Ласка тікає до лісу, де подружився з вовчою зграєю, а потім покидає її, щоб знайти принцесу Ростович, яка нагадує йому одного з дітей, з якими він колись товаришував. Поки Ростович збирає свої сили, оперативна група «М» збирається біля її замку. |                                                          |             |              |                         |
| 7 | «Дуже кумедний монстр» «A Very Funny Monster»            | Метт Пітерс | Джеймс Ґанн  | 9 січня 2025            |
| У спогадах Ніна народжується з легенями поза тілом. Її батько, Едвард, конструює пристрій, який допомагає їй дихати, а потім ставить над нею експерименти, які перетворюють її на риб'ячого мутанта. Після років домашнього навчання він записує її до приватної школи, щоб допомогти їй соціалізуватися. Однак над нею знущаються інші учні, що призводить до того, що вона тікає та живе в каналізації Стар-Сіті, доки її не схоплює поліція. Едвард намагається втрутитися, але його вбивають. У теперішньому часі Ерік знаходить оперативну групу «М», але Наречена стріляє в нього та залишає помирати. Знайшовши принцесу Ростович, команда доручають Ніні вбити її, але Ласка попереджає Ростович, і та вбиває Ніну. Решту команди майже хапають, але з ними зв'язується Воллер, яка дізналася про обман Глиноликого. Наречена зустрічається з Ростович наодинці та розповідає тій, що дізналася, як та використовувала Глиноликого, щоб обдурити Уеллера та Флега, перш ніж убити принцесу. Команда «М» покидає замок. Трохи згодом Наречена, Фосфор, Носферату, Халіс, Ласка, відновлений солдат і Король Акула утворюють нову ітерацію Оперативної групи «М». У сцені після титрів Ерік оговтується від поранень і знаходить притулок у старої жінки, що живе поруч з особняком Віктора. |                                                          |             |              |                         |